# Richard Seidel (Produzent)
Richard Seidel ist ein  US-amerikanischer Musikproduzent.
Richard Seidel war nach seiner Graduierung an der Rutgers University von 1970 bis 1972 am dortigen Institute of Jazz Studies tätig und zog dann nach Boston, um sein Studium am Berklee College of Music fortzusetzen. Daneben belegte er Kurse am New England Conservatory of Music und arbeitete als Assistent für Gunther Schuller. 1974 wurde er Herausgeber des Schwann-Katalogs für die Bereiche Jazz und Populäre Musik, anschließend im Vertrieb von Rounder Records. Hier kam es zur Zusammenarbeit mit John Koenig von Contemporary Records in Los Angeles. Für Contemporary produzierte er Ende der 1970er Jahre Alben u. a. von George Cables, Chico Freeman, Joe Farrell und Tete Montoliu.
Nach seiner Rückkehr nach New York 1982 arbeitete für den PolyGram-Konzern, der das Jazzlabel Verve Records als Imprint führte. Als A&R war er zwanzig Jahre für Produktionen des Labels verantwortlich, wie Alben von Roy Hargrove, Joe Henderson (Lush Life: The Music of Billy Strayhorn, 1991 und So Near, So Far (Musings for Miles) 1992), Shirley Horn, Christian McBride, Cassandra Wilson oder die  CD-Reproduktion von Norman Granz’ The Jazz Scene sowie die Wiederveröffentlichung von The Essential Billie Holiday – Carnegie Hall Concert. Ab 2002 ist er als freier Mitarbeiter für Sony tätig und betreut u. a. die Wiederveröffentlichungen von Künstlern des CTI-Labels wie Ron Carter oder Stanley Turrentine. Außerdem besorgt er für Sony Legacy Reissues von Miles Davis (Live in Europe 1967: The Bootleg Series Vol. 1 und Bitches Brew Live), Nina Simone, Wayne Shorter, John McLaughlin, Herbie Hancock, Freddie Hubbard, Jaco Pastorius und George Benson.